# اوزیمک
اوزیمک (به لاتین: Ozimek) یک شهر و گمینا در لهستان است که در گمینا اوژمک واقع شده‌است. اوزیمک ۳٫۲۵ کیلومتر مربع مساحت و ۹٬۹۴۴ نفر جمعیت دارد.